# بيرغامينو (بوينس آيرس)
بيرغامينو (بالإسبانية: Pergamino)، هي مدينة أرجنتينية تقع في مقاطعة بوينس آيرس. يبلغ عدد سكانها حوالي 104,985 نسمة وفقًا لتعداد عام 2010، وهي المركز الإداري لمنطقتها بارتيادو بيرغامينو. رمز المنظمة الدولية لتوحيد الرموز والمواقع الخاص بها هو ARPGO.

## المناخ
يظهر الجدول التالي التغييرات المناخية على مدار السنة لبيريغامنيو:
| البيانات المناخية لـبيريغامنيو | البيانات المناخية لـبيريغامنيو | البيانات المناخية لـبيريغامنيو | البيانات المناخية لـبيريغامنيو | البيانات المناخية لـبيريغامنيو | البيانات المناخية لـبيريغامنيو | البيانات المناخية لـبيريغامنيو | البيانات المناخية لـبيريغامنيو | البيانات المناخية لـبيريغامنيو | البيانات المناخية لـبيريغامنيو | البيانات المناخية لـبيريغامنيو | البيانات المناخية لـبيريغامنيو | البيانات المناخية لـبيريغامنيو | البيانات المناخية لـبيريغامنيو |
| الشهر | يناير                          | فبراير                         | مارس                           | أبريل                          | مايو                           | يونيو                          | يوليو                          | أغسطس                          | سبتمبر                         | أكتوبر                         | نوفمبر                         | ديسمبر                         | المعدل السنوي                  |
| --- | ------------------------------ | ------------------------------ | ------------------------------ | ------------------------------ | ------------------------------ | ------------------------------ | ------------------------------ | ------------------------------ | ------------------------------ | ------------------------------ | ------------------------------ | ------------------------------ | ------------------------------ |
| الدرجة القصوى °م (°ف) | 41.9 (107.4)                   | 39.3 (102.7)                   | 35.9 (96.6)                    | 34.8 (94.6)                    | 32.0 (89.6)                    | 27.8 (82.0)                    | 31.3 (88.3)                    | 35.2 (95.4)                    | 36.5 (97.7)                    | 37.5 (99.5)                    | 39.0 (102.2)                   | 40.3 (104.5)                   | 41.9 (107.4)                   |
| متوسط درجة الحرارة الكبرى °م (°ف)                                                                                                   | 30.5 (86.9)                    | 29.1 (84.4)                    | 26.5 (79.7)                    | 23.1 (73.6)                    | 19.6 (67.3)                    | 15.6 (60.1)                    | 15.5 (59.9)                    | 17.4 (63.3)                    | 19.8 (67.6)                    | 22.4 (72.3)                    | 25.7 (78.3)                    | 29.2 (84.6)                    | 22.9 (73.2)                    |
| المتوسط اليومي °م (°ف) | 23.8 (74.8)                    | 22.4 (72.3)                    | 19.9 (67.8)                    | 16.4 (61.5)                    | 13.1 (55.6)                    | 9.3 (48.7)                     | 9.8 (49.6)                     | 11.0 (51.8)                    | 13.5 (56.3)                    | 16.2 (61.2)                    | 19.4 (66.9)                    | 22.5 (72.5)                    | 16.4 (61.5)                    |
| متوسط درجة الحرارة الصغرى °م (°ف)                                                                                                   | 16.7 (62.1)                    | 16.0 (60.8)                    | 14.0 (57.2)                    | 10.6 (51.1)                    | 7.6 (45.7)                     | 4.4 (39.9)                     | 4.8 (40.6)                     | 5.1 (41.2)                     | 6.8 (44.2)                     | 10.0 (50.0)                    | 12.8 (55.0)                    | 15.5 (59.9)                    | 10.4 (50.7)                    |
| أدنى درجة حرارة °م (°ف) | 5.0 (41.0)                     | 4.0 (39.2)                     | 2.3 (36.1)                     | −1.8 (28.8)                    | −6.0 (21.2)                    | −10.8 (12.6)                   | −8.5 (16.7)                    | −6.5 (20.3)                    | −4.5 (23.9)                    | −2.5 (27.5)                    | 2.0 (35.6)                     | 2.7 (36.9)                     | −10.8 (12.6)                   |
| الهطول مم (إنش) | 113.9 (4.48)                   | 118.8 (4.68)                   | 142.8 (5.62)                   | 71.8 (2.83)                    | 47.0 (1.85)                    | 30.8 (1.21)                    | 40.7 (1.60)                    | 39.3 (1.55)                    | 58.1 (2.29)                    | 120.1 (4.73)                   | 95.7 (3.77)                    | 93.2 (3.67)                    | 972.2 (38.28)                  |
| متوسط أيام هطول الأمطار (≥ 0.1 mm)                                                                                                  | 8                              | 8                              | 8                              | 6                              | 6                              | 5                              | 5                              | 5                              | 5                              | 9                              | 8                              | 8                              | 81                             |
| متوسط الرطوبة النسبية (%) | 65                             | 71                             | 76                             | 78                             | 80                             | 81                             | 82                             | 76                             | 71                             | 73                             | 69                             | 65                             | 74                             |
| ساعات سطوع الشمس الشهرية | 291.4                          | 248.6                          | 238.7                          | 204.0                          | 182.9                          | 150.0                          | 164.3                          | 201.5                          | 213.0                          | 232.5                          | 270.0                          | 285.2                          | 2٬682٫1                        |
| نسبة وصول أشعة الشمس | 67                             | 66                             | 62                             | 59                             | 54                             | 48                             | 52                             | 58                             | 60                             | 58                             | 63                             | 62                             | 59                             |
| المصدر #1: الإدارة الوطنية للمحيطات والغلاف الجوي, Oficina de Riesgo Agropecuario (record highs and lows)                           |                                |                                |                                |                                |                                |                                |                                |                                |                                |                                |                                |                                |                                |
| المصدر #2: Instituto Nacional de Tecnología Agropecuaria (sun only 1967–2009), Servicio Meteorológico Nacional (precipitation days) |                                |                                |                                |                                |                                |                                |                                |                                |                                |                                |                                |                                |                                |

## معرض صور

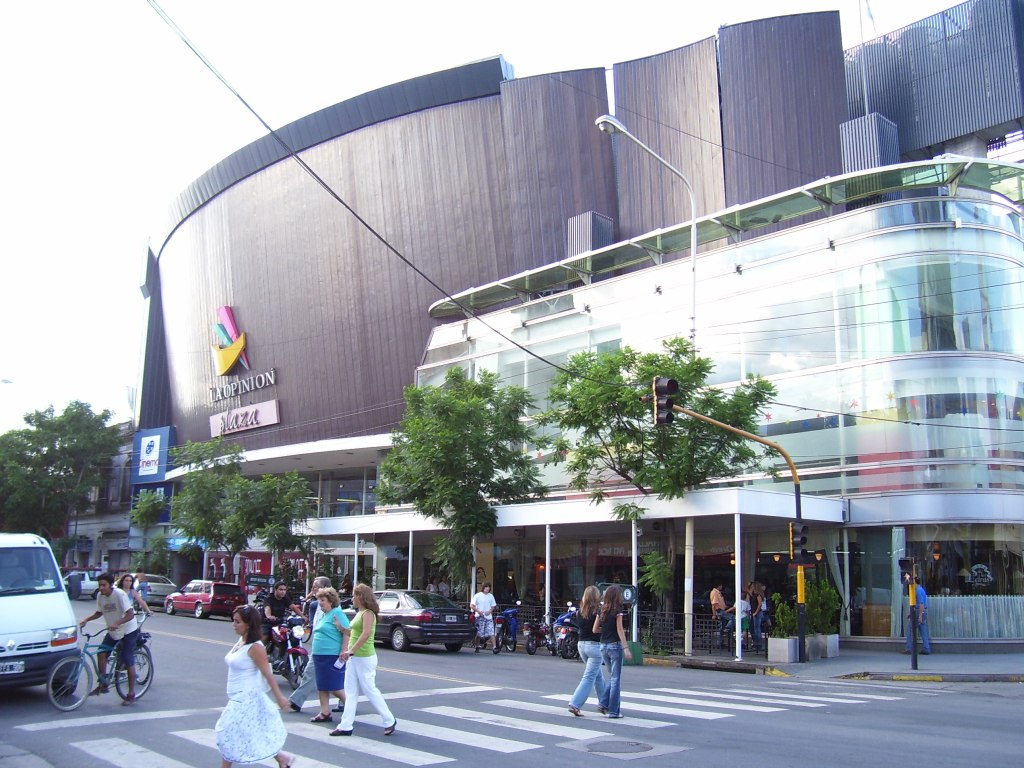
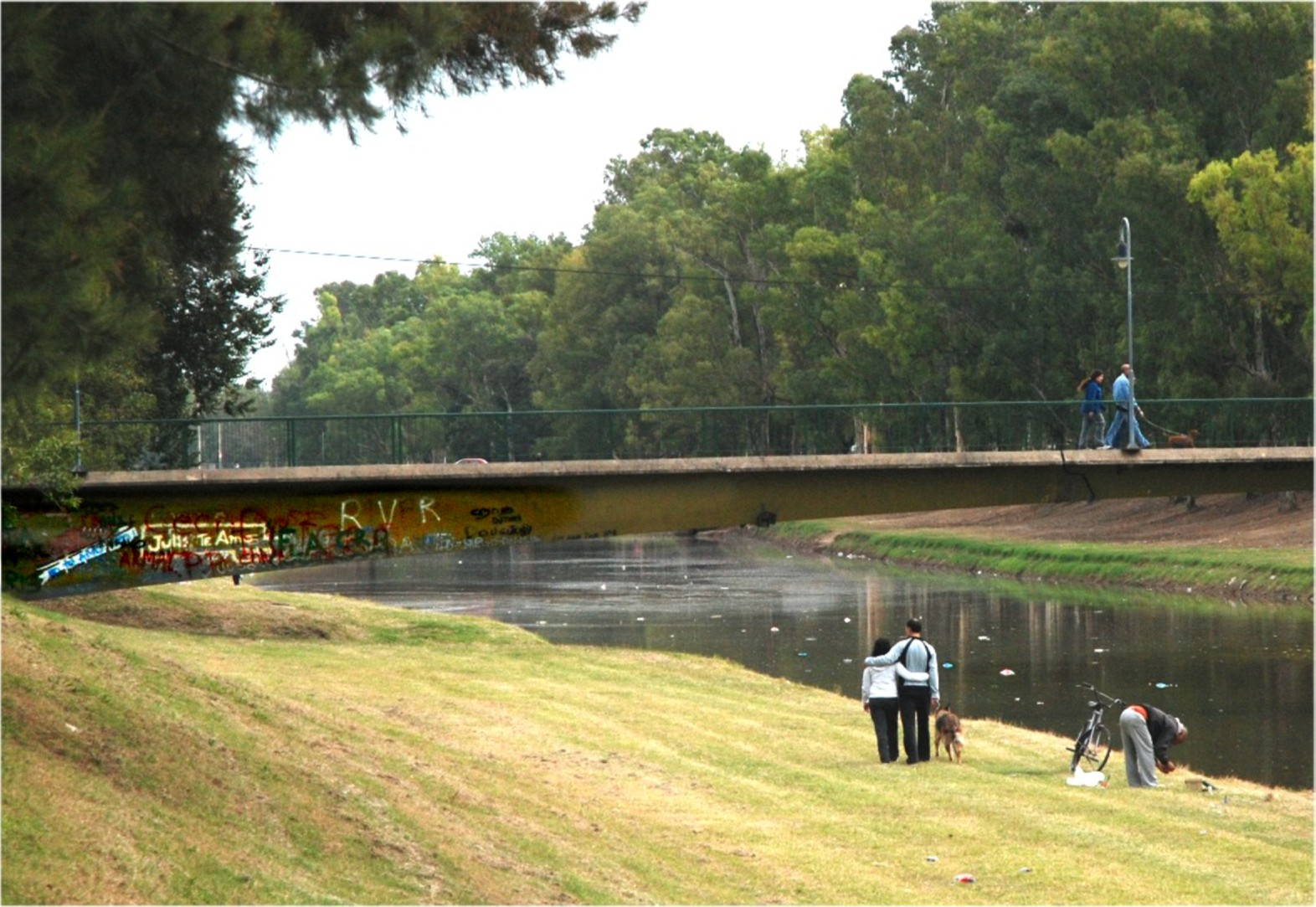
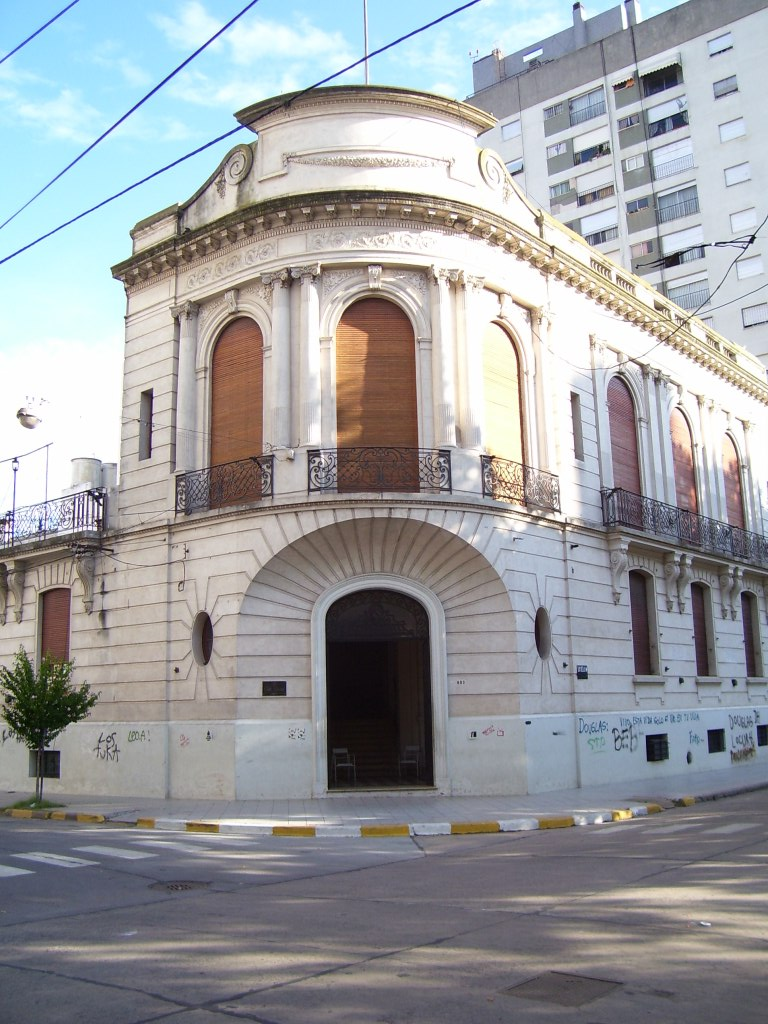
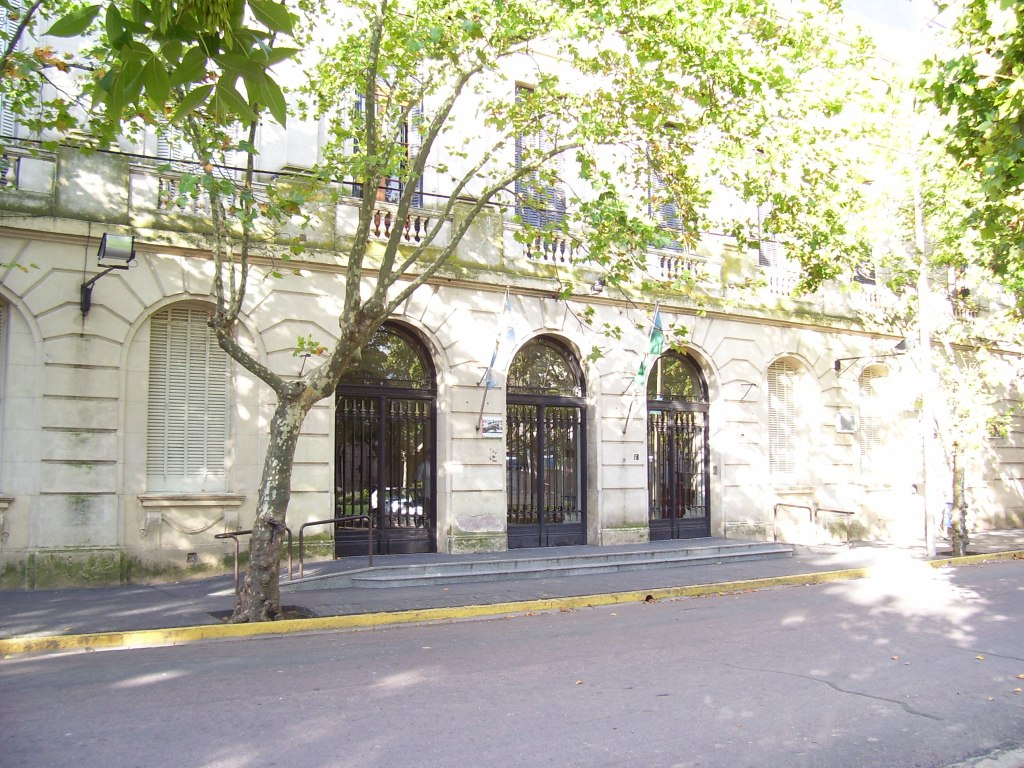

## أعلام
- راؤول كونتي
- فلورنسيا لابات
- باولو مازا
- إزيكييل مونيوث
- أوغوستو فيرنانديز
- خيسوس إغليسياس